# George Musso
George Francis Musso (Collinsville, Illinois, 8 de abril de 1910 – Edwardsville, Illinois, 5 de septiembre de 2000), más conocido como George Musso, fue un jugador profesional estadounidense de fútbol americano que se desempeñó en la posición de guard y offensive tackle en la National Football League (NFL). Es miembro del Salón de la Fama del Fútbol Americano Profesional.

## Carrera
Musso jugó como profesional doce temporadas en Chicago Bears (1933-1944), equipo en el que se retiró.

## Reconocimiento
El 7 de agosto de 1982, ingresó como miembro al Salón de la Fama del Fútbol Americano Profesional.